# 江沼郡
江沼郡為過去位於日本石川縣西南部的郡，已於2005年10月1日因無所屬町村而消失。
在1879年實施郡區町村編制法時的轄區相當於現在的加賀市全部地區，以及小松市的西部小部份地區。

## 歷史
過去在令制國時代最初屬於越前國，直到9世紀後才被劃入新設立的加賀國，位於北側的能美郡最初也是屬於江沼郡，直到9世紀後北部區域才分出劃設為能美郡。
14世紀之前由狩野氏在此建立了大聖寺城，1600年關原之戰後，本地成為加賀藩前田氏的領地，大聖寺城也因此在1615年因一國一城令而遭到拆除；1639年加賀藩藩主前田利常將江沼郡自加賀藩分出，給予三子前田利治在此建立大聖寺藩，此後直到19世紀江戶時代結束江沼郡都是屬於大聖寺藩的領地。
1871年實施廢藩置縣後改隸屬大聖寺縣，不過旋即在同年底的第一次府縣整併中被併入金澤縣，而金澤縣在三個月後更名為石川縣。
1878年石川縣實施郡區町村編製法時，正式設置近代的行政區劃「江沼郡」，郡役所設在大聖寺八間道（位於現在的加賀市）。

### 沿革

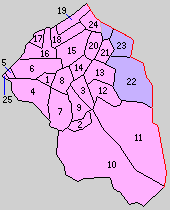
1889年江沼郡轄下的行政區劃：
1.大聖寺町、2.山中村、3.山代村、4.三木村、5.瀨越村、6.福田村、7.三谷村、8.南鄉村、9.河南村、10.西谷村、11.東谷奧村、12.東谷口村、13.敕使村、14.庄村、15.作見村、16.黑崎村、17.橋立村、18.鹽津村、19.篠原村、20.動橋村、21.分校村、22.那谷村、23.矢田野村、24.月津村、25.鹽屋村
（紫色：現屬小松市、桃色：現屬加賀市）

- 1889年4月1日：實施町村制，江沼郡下設：大聖寺町（日语：大聖寺町）、山中村（日语：山中町）、山代村（日语：山代町 (石川県)）、三木村（日语：三木村）、瀨越村（日语：瀬越村）、福田村（日语：福田村 (石川県)）、三谷村（日语：三谷村 (石川県江沼郡)）、南鄉村（日语：南郷村 (石川県)）、河南村（日语：河南村 (石川県)）、西谷村（日语：西谷村 (石川県)）、東谷奧村（日语：東谷奥村）、東谷口村（日语：東谷口村）、敕使村（日语：勅使村）、村、作見村（日语：作見村）、黑崎村（日语：黒崎村 (石川県)）、橋立村、鹽津村（日语：塩津村 (石川県)）、篠原村（日语：篠原村 (石川県)）、動橋村（日语：動橋町）、分校村（日语：分校村）、那谷村（日语：那谷村）、矢田野村（日语：矢田野村）、月津村（日语：月津村）、鹽屋村（日语：塩屋村 (石川県)）。（1町24村）
- 1891年7月1日：實施郡制（日语：郡制），郡役所設於大聖寺町。
- 1891年11月21日：瀨越村的吉崎地區被併入三木村。
- 1896年4月1日：篠原村的柴山地區被併入月津村。
- 1913年2月13日：山中村改制為山中町（日语：山中町）。（2町23村）
- 1913年3月10日：山代村改制為山代町（日语：山代町 (石川県)）。（3町22村）
- 1923年4月1日：廢除郡會和郡參事會。
- 1926年7月1日：廢除郡役所，此後郡不再作為行政區劃，只作為地名的表示。
- 1930年1月1日：橋立村和黑崎村合併為新設立的橋立村。（3町21村）
- 1935年6月15日：福田村被併入大聖寺町。（3町20村）
- 1942年5月1日：庄村被併入山代町。（3町19村）
- 1942年11月3日：鹽津村和作見村合併為片山津町（日语：片山津町）。（4町17村）
- 1947年11月3日：動橋村改制為動橋町（日语：動橋町）。（5町16村）
- 1952年6月10日：橋立村改制為橋立町。（6町15村）
- 1954年3月10日：瀨越村被併入大聖寺町。（6町14村）
- 1954年3月31日：篠原村被併入片山津町。（6町13村）
- 1954年11月3日：動橋町和分校村合併為新設立的動橋町（日语：動橋町）。（6町12村）
- 1955年1月20日：山代町、敕使村、東谷口村合併為新設立的山代町（日语：山代町 (石川県)）。（6町10村）
- 1955年4月1日：（6町4村）
  - 山中町、河南村、西谷村、東谷奧村合併為新設立的山中町（日语：山中町）。[3]
  - 那谷村和矢田野村被併入小松市。[4]
  - 月津村被廢除，轄區分別被併入片山津町和小松市。[4]
- 1958年1月1日：大聖寺町、山代町、片山津町、動橋町、橋立町、三谷村、三木村、鹽屋村、南鄉村合併為加賀市[3]，並脫離江沼郡。（1町）
- 1960年7月1日：山中町的部分地區被併入加賀市。
- 2005年10月1日：山中町與加賀市合併為新設立的加賀市[3]；同時江沼郡因無所屬町村而消失。

### 變遷表
| 1889年4月1日            | 1889年 - 1912年           | 1912年 - 1944年              | 1945年 - 1954年              | 1945年 - 1954年              | 1955年 - 1989年            | 1955年 - 1989年           | 1989年 - 現在              | 現在                       |
| ----------------------- | ------------------------- | ---------------------------- | ---------------------------- | ---------------------------- | -------------------------- | ------------------------- | -------------------------- | -------------------------- |
| 山中村                  | 山中村                    | 1913年2月13日 改制為山中町   | 1913年2月13日 改制為山中町   | 1913年2月13日 改制為山中町   | 1955年4月1日 合併為山中町  | 山中町                    | 2005年10月1日 合併為加賀市 | 2005年10月1日 合併為加賀市 |
| 西谷村                  |                           |                              |                              |                              | 1955年4月1日 合併為山中町  | 山中町                    | 2005年10月1日 合併為加賀市 | 2005年10月1日 合併為加賀市 |
| 東谷奧村                |                           |                              |                              |                              | 1955年4月1日 合併為山中町  | 山中町                    | 2005年10月1日 合併為加賀市 | 2005年10月1日 合併為加賀市 |
| 河南村                  |                           |                              |                              |                              | 1955年4月1日 合併為山中町  | 山中町                    | 2005年10月1日 合併為加賀市 | 2005年10月1日 合併為加賀市 |
| 1960年7月1日 併入加賀市 |                           |                              |                              |                              | 1955年4月1日 合併為山中町  |                           | 2005年10月1日 合併為加賀市 | 2005年10月1日 合併為加賀市 |
| 大聖寺町                | 大聖寺町                  | 大聖寺町                     | 大聖寺町                     | 大聖寺町                     | 大聖寺町                   | 1958年1月1日 合併為加賀市 | 2005年10月1日 合併為加賀市 | 2005年10月1日 合併為加賀市 |
| 福田村                  | 福田村                    | 1935年6月15日 併入大聖寺町   | 大聖寺町                     | 大聖寺町                     | 大聖寺町                   | 1958年1月1日 合併為加賀市 | 2005年10月1日 合併為加賀市 | 2005年10月1日 合併為加賀市 |
| 瀨越村                  | 瀨越村                    | 瀨越村                       | 瀨越村                       | 1954年3月10日 併入大聖寺町   | 大聖寺町                   | 1958年1月1日 合併為加賀市 | 2005年10月1日 合併為加賀市 | 2005年10月1日 合併為加賀市 |
| 瀨越村                  | 1891年11月21日 併入三木村 | 三木村                       | 三木村                       | 三木村                       | 三木村                     | 1958年1月1日 合併為加賀市 | 2005年10月1日 合併為加賀市 | 2005年10月1日 合併為加賀市 |
| 三木村                  |                           | 三木村                       | 三木村                       | 三木村                       | 三木村                     | 1958年1月1日 合併為加賀市 | 2005年10月1日 合併為加賀市 | 2005年10月1日 合併為加賀市 |
| 山代村                  | 山代村                    | 1913年3月10日 改制為山代町   | 山代町                       | 山代町                       | 1955年1月20日 合併為山代町 | 1958年1月1日 合併為加賀市 | 2005年10月1日 合併為加賀市 | 2005年10月1日 合併為加賀市 |
| 村                      | 村                        | 1942年5月1日 併入山代町      | 山代町                       | 山代町                       | 1955年1月20日 合併為山代町 | 1958年1月1日 合併為加賀市 | 2005年10月1日 合併為加賀市 | 2005年10月1日 合併為加賀市 |
| 東谷口村                |                           |                              |                              |                              | 1955年1月20日 合併為山代町 | 1958年1月1日 合併為加賀市 | 2005年10月1日 合併為加賀市 | 2005年10月1日 合併為加賀市 |
| 敕使村                  |                           |                              |                              |                              | 1955年1月20日 合併為山代町 | 1958年1月1日 合併為加賀市 | 2005年10月1日 合併為加賀市 | 2005年10月1日 合併為加賀市 |
| 三谷村                  |                           |                              |                              |                              |                            | 1958年1月1日 合併為加賀市 | 2005年10月1日 合併為加賀市 | 2005年10月1日 合併為加賀市 |
| 南鄉村                  |                           |                              |                              |                              |                            | 1958年1月1日 合併為加賀市 | 2005年10月1日 合併為加賀市 | 2005年10月1日 合併為加賀市 |
| 黑崎村                  | 黑崎村                    | 1930年1月1日 合併為橋立村    | 1930年1月1日 合併為橋立村    | 1952年6月10日 改制為橋立町   | 1952年6月10日 改制為橋立町 | 1958年1月1日 合併為加賀市 | 2005年10月1日 合併為加賀市 | 2005年10月1日 合併為加賀市 |
| 橋立村                  |                           | 1930年1月1日 合併為橋立村    | 1930年1月1日 合併為橋立村    | 1952年6月10日 改制為橋立町   | 1952年6月10日 改制為橋立町 | 1958年1月1日 合併為加賀市 | 2005年10月1日 合併為加賀市 | 2005年10月1日 合併為加賀市 |
| 動橋村                  | 動橋村                    | 動橋村                       | 1947年11月3日 改制為動橋町   | 1954年11月3日 合併為動橋町   | 1954年11月3日 合併為動橋町 | 1958年1月1日 合併為加賀市 | 2005年10月1日 合併為加賀市 | 2005年10月1日 合併為加賀市 |
| 分校村                  |                           |                              |                              | 1954年11月3日 合併為動橋町   | 1954年11月3日 合併為動橋町 | 1958年1月1日 合併為加賀市 | 2005年10月1日 合併為加賀市 | 2005年10月1日 合併為加賀市 |
| 鹽屋村                  |                           |                              |                              |                              |                            | 1958年1月1日 合併為加賀市 | 2005年10月1日 合併為加賀市 | 2005年10月1日 合併為加賀市 |
| 作見村                  | 作見村                    | 1942年11月3日 合併為片山津町 | 1942年11月3日 合併為片山津町 | 1942年11月3日 合併為片山津町 | 片山津町                   | 1958年1月1日 合併為加賀市 | 2005年10月1日 合併為加賀市 | 2005年10月1日 合併為加賀市 |
| 鹽津村                  |                           | 1942年11月3日 合併為片山津町 | 1942年11月3日 合併為片山津町 | 1942年11月3日 合併為片山津町 | 片山津町                   | 1958年1月1日 合併為加賀市 | 2005年10月1日 合併為加賀市 | 2005年10月1日 合併為加賀市 |
| 篠原村                  | 篠原村                    | 篠原村                       | 篠原村                       | 1954年3月31日 併入片山津町   | 片山津町                   | 1958年1月1日 合併為加賀市 | 2005年10月1日 合併為加賀市 | 2005年10月1日 合併為加賀市 |
| 篠原村                  | 1896年4月1日 併入月津村   | 月津村                       | 月津村                       | 月津村                       | 1955年4月1日 併入片山津町  | 1958年1月1日 合併為加賀市 | 2005年10月1日 合併為加賀市 | 2005年10月1日 合併為加賀市 |
| 月津村                  | 月津村                    | 月津村                       | 月津村                       | 月津村                       | 1955年4月1日 併入小松市    | 1955年4月1日 併入小松市   | 1955年4月1日 併入小松市    | 1955年4月1日 併入小松市    |
| 那谷村                  |                           |                              |                              |                              | 1955年4月1日 併入小松市    | 1955年4月1日 併入小松市   | 1955年4月1日 併入小松市    | 1955年4月1日 併入小松市    |
| 矢田野村                |                           |                              |                              |                              | 1955年4月1日 併入小松市    | 1955年4月1日 併入小松市   | 1955年4月1日 併入小松市    | 1955年4月1日 併入小松市    |